# Ursula Holl
Ursula Ulrike Holl (* 26. Juni 1982 in Würzburg) ist eine ehemalige deutsche Fußballtorhüterin und jetzige Torwarttrainerin.

## Leben und Karriere
Mit dem 1. FFC Frankfurt gewann sie 2002 und 2006 den UEFA-Cup sowie 2002, 2003 und 2007 die Deutsche Meisterschaft und den DFB-Pokal. Beim DFB-Hallenpokal 2005 wurde sie zur besten Torhüterin gewählt. Im DFB-Pokalfinale 2007 hielt sie im entscheidenden Elfmeterschießen zwei Strafstöße und trug damit erheblich zum Pokalsieg ihrer Mannschaft bei. Nach der Saison 2006/07 wechselte sie vom 1. FFC Frankfurt zum SC 07 Bad Neuenahr. Beim DFB-Hallenpokal 2009 wurde sie erneut zur besten Torhüterin gewählt. Zur Saison 2009/10 wechselte Holl zum FCR 2001 Duisburg, mit dem sie einen Zweijahresvertrag unterschrieb. Zur Saison 2011/12 wechselte sie zum Ligakonkurrenten SG Essen-Schönebeck. Im Januar 2012 kündigte Holl das Ende ihrer sportlichen Laufbahn für Mai 2012 an.
Mit der U21-Nationalmannschaft gewann sie am 22. Juli 2006 das Turnier um den Nordic Cup. Bei den Europameisterschaften 2005 und 2009 wurde sie als Ersatztorhüterin im deutschen Aufgebot Europameisterin. Ihr erstes Länderspiel bestritt sie allerdings erst am 9. März 2007 im Rahmen des Algarve Cups in Portugal bei der 0:1-Niederlage gegen die Nationalmannschaft Frankreichs. Im Sommer 2007 gewann sie als Ersatztorfrau mit der Nationalmannschaft den Weltmeistertitel 2007. Bei den Olympischen Spielen in Peking gewann sie als Teil der Mannschaft (Ersatzkeeperin) die Bronzemedaille. Nach der Weltmeisterschaft 2011 in Deutschland trat Holl aus der Nationalmannschaft zurück.
Am 2. Dezember 2012 unterschrieb Holl einen Vertrag als Torwarttrainerin beim Fußball-Bundesligisten TSV Bayer 04 Leverkusen.
Nach dem Realschulabschluss absolvierte Holl eine Berufsausbildung zur Bankkauffrau und eine Aufstiegsfortbildung zur Bankfachwirtin. Sie diente in der Bundeswehr als Sportsoldatin und befand sich 2011 im Dienstgrad Hauptgefreiter. Heute lebt und arbeitet sie in Köln. Am 18. Juni 2010 ging sie in Köln mit ihrer Lebensgefährtin eine eingetragene Lebenspartnerschaft ein. Seit 2014 agiert sie für das WDR Fernsehen als Expertin bei Frauenfußball-Übertragungen.

## Erfolge
- Weltmeister 2007 (als dritte Torhüterin)
- Europameister 2005 und 2009 (beide ohne Einsätze)
- UEFA-Women’s-Cup-Sieger 2002, 2006
- Deutscher Meister 2002, 2003 und 2007
- DFB-Pokal-Sieger 2002, 2003, 2007, 2010
- Nordic-Cup-Sieger 2006

## Auszeichnungen
- Silbernes Lorbeerblatt
- Verdienstorden des Landes Nordrhein-Westfalen[7]